# 須賀川市立柏城小学校
須賀川市立柏城小学校（すかがわしりつ かしわぎしょうがっこう）は、福島県須賀川市滑川字東町に位置する公立小学校。現在、児童は増加傾向にあり、平成17年度の冬に新校舎が完成した。

## 概要

### 校名の由来
鎌倉時代の後に築城された「柏木城」（かしわぎじょう）から来ている。柏木城の柏と城の字を取り、現在の「柏城」となった。

### 周辺の地理
農業が盛んな地域であるため、田んぼや畑が多いが、市の開発により宮の杜ニュータウン、かしわぎニュータウンなどの市内では比較的大規模な宅地が存在する。市営山寺北団地や須賀川北部工業団地も学区内にある。
道路は国道4号や県道355号などが通る。鉄道は東北新幹線、東北本線、水郡線が通るが学区内には駅はなく、利用する際にはJR須賀川駅かJR安積永盛駅（あさかながもり）まで行く必要がある。

### 主な学区
須賀川市森宿（もりじゅく）
- 下宿（しもじゅく）
- 白石坂（しろいしざか）
- 茶畑（ちゃばた）
- 横見根（よこみね）

須賀川市滑川（なめかわ）
- 東町（ひがしまち）
- 十貫内（じゅっこうじ）

### 主な進学先
- 須賀川市立第二中学校